# Giovanni Mantovani
Giovanni Mantovani (Gudo Visconti, Llombardia, 5 de febrero de 1955) fue un ciclista italiano, que fue profesional entre 1977 y 1988. 
En su palmarés destacan dos victorias de etapa en el Giro de Italia de 1980, el Giro del Vèneto o la Milán-Vignola. También hay que destacar la medalla de plata en la prueba de puntuación al Mundial de Besançon de 1980.

## Palmarés
- 1977
  - Vencedor de una etapa del Giro de la Pulla
- 1979
  - Vencedor de una etapa de la Vuelta en el País Vasco
- 1980
  - Vencedor de 2 etapas del Giro de Italia
- 1981
  - 1.º en el Giro del Vèneto
  - Vencedor de 2 etapas del Giro del Trento
- 1982
  - 1r a la Milà-Vignola
  - Vencedor de 2 etapas de la Ruta del Sur
- 1983
  - 1r al Giro del Etna
  - Vencedor de una etapa del Giro de la Pulla
- 1984
  - 1.º en el Giro de la Pulla y vencedor de 2 etapas
- 1985
  - 1.º en los Tres Valls Varesines
  - Vencedor de una etapa del Giro de la Pulla
- 1986
  - 1.º en la Niza-Alassio
  - Vencedor de una etapa del Giro de la Pulla

### Resultados al Giro de Italia
- 1980. 57.º de la clasificación general. Vencedor de 2 etapas
- 1981. 65.º de la clasificación general
- 1982. Abandona
- 1984. Abandona (22.ª etapa)
- 1985. 109.º de la clasificación general
- 1986. 115.º de la clasificación general
- 1987. Abandona (11.ª etapa)
- 1988. Abandona (13.ª etapa)

### Resultados al Tour de Francia
- 1979. Fuera de control (15.ª etapa)

### Resultados a la Vuelta a España
- 1985. Abandona (15.ª etapa)